# Сен-Моде
Сен-Моде́ (фр. Saint-Maudez, брет. Sant-Maodez) — коммуна во Франции, находится в регионе Бретань. Департамент — Кот-д’Армор. Входит в состав кантона Планкоэт. Округ коммуны — Динан.
Код INSEE коммуны — 22315.

## География
Коммуна расположена приблизительно в 340 км к западу от Парижа, в 55 км северо-западнее Ренна, в 45 км к востоку от Сен-Бриё.

## Население
Население коммуны на 2016 год составляло 293 человека.
| 1962 | 1968 | 1975 | 1982 | 1990 | 1999 | 2008 | 2016 |
| ---- | ---- | ---- | ---- | ---- | ---- | ---- | ---- |
| 184  | 236  | 229  | 207  | 222  | 226  | 281  | 293  |

## Администрация
| Период | Период | Фамилия         | Партия       | Примечания               |
| ------ | ------ | --------------- | ------------ | ------------------------ |
| 2001   | 2008   | Маривон Жюэль   |              |                          |
| 2008   |        | Фредерик Шапрон | Разные левые | директор морского центра |

## Экономика
В 2007 году среди 158 человек в трудоспособном возрасте (15—64 лет) 109 были экономически активными, 49 — неактивными (показатель активности — 69,0 %, в 1999 году было 69,4 %). Из 109 активных работали 101 человек (54 мужчины и 47 женщин), безработных было 8 (2 мужчин и 6 женщин). Среди 49 неактивных 19 человек были учениками или студентами, 16 — пенсионерами, 14 были неактивными по другим причинам.

## Достопримечательности
- Два креста на кладбище (XVI век). Исторический памятник с 1926 года[3]